# Wahlbezirk Vorarlberg 4
Der Wahlbezirk Vorarlberg 4 war ein Wahlkreis für die Wahlen zum Abgeordnetenhaus im österreichischen Kronland Vorarlberg. Der Wahlbezirk wurde 1907 mit der Einführung der Reichsratswahlordnung geschaffen und bestand bis zum Zusammenbruch der Habsburgermonarchie.

## Geschichte
Nachdem der Reichsrat im Herbst 1906 das allgemeine, gleiche, geheime und direkte Männerwahlrecht beschlossen hatte, wurde mit 26. Jänner 1907 die große Wahlrechtsreform durch Sanktionierung von Kaiser Franz Joseph I. gültig. Mit der neuen Reichsratswahlordnung schuf man insgesamt 516 Wahlbezirke, wobei mit Ausnahme Galiziens in jedem Wahlbezirk ein Abgeordneter im Zuge der Reichsratswahl gewählt wurde. Der Abgeordnete musste sich dabei im ersten Wahlgang oder in einer Stichwahl mit absoluter Mehrheit durchsetzen. Der Wahlkreis Vorarlberg 4 umfasste die Gerichtsbezirke Bludenz und Montafon, wobei die zum Wahlbezirk 1 gehörende Stadt Bludenz vom Wahlbezirk ausgenommen war.
Aus der Reichsratswahl 1907 ging Martin Thurnher (Christlichsoziale Partei) als Sieger hervor. Er erzielte bereits im ersten Wahlgang 90 Prozent der Stimmen, wohingegen der zweitplatzierte Sozialdemokrat auf 6 Prozent der Stimmen kam. Thurner konnte sein Mandat bei der  Reichsratswahl 1911 erfolgreich verteidigen. Er kam 1911 auf 77 Prozent der Stimmen, der zweitplatzierte deutsch-nationale Kandidat erreichte 11 Prozent. Thurnher erzielte in beiden Wahlgängen das jeweils höchste Ergebnis in Vorarlberg.

## Wahlen

### Reichsratswahl 1907
Die Reichsratswahl 1907 wurde am 14. Mai 1907 (erster Wahlgang) durchgeführt. Die Stichwahl entfiel auf Grund der absoluten Mehrheit von Thurnher im ersten Wahlgang.
| Kandidat                                                                     | Partei                                           | Wahlkreis- stimmen | Stimmen- anteil |
| ---------------------------------------------------------------------------- | ------------------------------------------------ | ------------------ | --------------- |
| Martin Thurnher                                                              | Christlichsoziale Partei                         | 3281               | 90,3 %          |
| Josef Brüggeler                                                              | Sozialdemokratische Arbeiterpartei               | 181                | 5,8 %           |
| Rudolf Michaeler                                                             | Deutsche Fortschrittspartei/Deutsche Volkspartei | 102                | 2,8 %           |
| Sonstige                                                                     |                                                  | 69                 | 1,9 %           |
| Wahlberechtigte: 4334, Ungültige/Leere Stimmen: 145, Wahlbeteiligung: 87,2 % |                                                  |                    |                 |

### Reichsratswahl 1911
Die Reichsratswahl 1911 wurde am 13. Juni 1911 (erster Wahlgang) durchgeführt. Die Stichwahl entfiel auf Grund der absoluten Mehrheit von Thurnher im ersten Wahlgang.
| Kandidat                                                                     | Partei                             | Wahlkreis- stimmen | Stimmen- anteil |
| ---------------------------------------------------------------------------- | ---------------------------------- | ------------------ | --------------- |
| Martin Thurnher                                                              | Christlichsoziale Partei           | 2580               | 77,4 %          |
| Wilhelm Lorünser                                                             | Deutschnationaler Kandidat         | 368                | 11,0 %          |
| Koloman Markart                                                              | Sozialdemokratische Arbeiterpartei | 226                | 6,8 %           |
| Sonstige                                                                     |                                    | 161                | 4,8 %           |
| Wahlberechtigte: 4385, Ungültige/Leere Stimmen: 380, Wahlbeteiligung: 84,7 % |                                    |                    |                 |